# Алоїс Гельдманн
Алоїс Гельдманн (нім. Alois Heldmann; 2 грудня 1895 — 1 листопада 1983) — німецький льотчик-ас, лейтенант Імперської армії, оберст люфтваффе.

## Біографія
Навчався в інженерній школі, перш ніж вступити до армії 3 січня 1915 року. Учасник Першої світової війни, бився в лавах піхоти на Східному фронті. Відтак переведений в авіацію. У серпні 1915 року Гельдманн потрапив у 57-й, потім — у 59-й льотний дивізіон, воював на Сербському, Чорногорському та Болгарському фронтах, а потім у Бельгії та Франції (біля Іпра та на Соммі). Коли став офіцером у 1917 році, 24 червня перейшов на винищувачі у складі 10-ї винищувальної ескадрильї. У 1918 році двічі обіймав посаду командира цієї ескадрильї. Літав на Fokker D.VII з жовтою носовою частиною, чорно-білою «шахівницею» на хвості й літерами «АН» на верхньому крилі. Всього за час бойових дій здобув 18 перемог.
Після війни зробив цивільну кар'єру як інженер-механік. У жовтні 1933 році він вступив у люфтваффе, пізніше став інспектором льотної школи. Наприкінці Другої світової війни взятий у полон союзниками, звільнений в 1946 році. Проживав у Бад-Айблінгу.

## Нагороди
- Залізний хрест 2-го і 1-го класу
- Королівський орден дому Гогенцоллернів, лицарський хрест з мечами
- Почесний хрест ветерана війни з мечами
- Медаль «За вислугу років у Вермахті» 4-го класу (4 роки)